# Gnadenstelle
Nach der Gnadenordnung des Landes Nordrhein-Westfalen ist in jedem Landgerichtsbezirk eine Gnadenstelle für Gnadensachen eingerichtet. Ein Verurteilter kann dort beim Gnadenbeauftragten ein Gnadengesuch einreichen. Bei einer positiven Entscheidung kann eine Strafe zur Bewährung ausgesetzt, erlassen, ermäßigt oder umgewandelt werden. Die Gnadenstelle kann nur bis zu einer bestimmten Strafhöhe begnadigen, ist diese Schwelle überschritten, muss der Justizminister oder der Ministerpräsident über das Gnadengesuch entscheiden. Gnadenverfahren sind für den Gesuchsteller kostenlos.